# Wigan Town A.F.C.
Wigan Town A.F.C. – angielski klub piłkarski, mający siedzibę w mieście Wigan w północno-zachodniej części kraju.

## Historia
Chronologia nazw:
- 07.1905: Wigan Town A.F.C.
- 05.1908: klub rozformowano

Piłkarski klub Wigan Town A.F.C. został założony w Wigan w lipcu 1905 roku. 30 grudnia 1905 roku zespół zagrał pierwsze spotkanie z Hull City, w którym przegrał 5:7. W styczniu 1906 roku został dopuszczony do rozgrywek The Combination, gdzie przejął miejsce upadłego Middlewich F.C. W sezonie 1905/06 zespół zajął 15.miejsce w lidze The Combination.
W styczniu 1907 klub został zawieszony za "rzekomo złe traktowanie niektórych zawodników", w rzeczywistości za nieopłacone wynagrodzenie trzech członkom personelu do gry. Zakaz został zniesiony po kilku tygodniach, kiedy długi zostały uregulowane. Pod koniec sezonu 1906/07 klub z powodzeniem wrócił do Lancashire Combination Division 2, zajmując wysokie trzecie miejsce. Jednak nie zdołał uzyskać promocji do Football League Division 2, po drugim dobrym sezonie z rzędu.
Ostatni sezon 1907/08 rozpoczął się od wpłaty obligacji w wysokości 20 funtów do Lancashire Combination jako gwarancję, że klub spełni wszystkie swoje zobowiązania w ciągu najbliższych dziewięciu miesięcy, tak było przekonanie, że nie dokończy sezon. Początkowe wyniki były dobre do czasu, aż James Harold opuścił klub w październiku 1907 roku, po czym zespół zaczął przegrywać z ogromnymi wynikami. 21 maja 1908 roku ogłoszono, że Wigan Town nie złożył wniosku o ponowne uczestnictwo w Lancashire Combination i w czerwcu został rozwiązany.

## Sukcesy

### Trofea międzynarodowe
Nie uczestniczył w rozgrywkach europejskich (stan na 31-05-2016).

### Trofea krajowe
| \| \| Zdobyte trofea w rozgrywkach Anglii (stan na: 31-03-2017) \| |                                                           |      |          |
| Rozgrywki                                                          | Osiągnięcie                                               | Razy | Sezon(y) |
| · Mistrzostwo                                                      | I miejsce                                                 | 0    |          |
| · Mistrzostwo                                                      | II miejsce                                                | 0    |          |
| · Mistrzostwo                                                      | III miejsce                                               | 0    |          |
| · Puchar                                                           | zdobywca                                                  | 0    |          |
| · Puchar                                                           | finalista                                                 | 0    |          |
| · Puchar                                                           | Preliminary Round                                         | 1    | 1907/08  |
| · II liga                                                          | I miejsce                                                 | 0    |          |
| · II liga                                                          | II miejsce                                                | 0    |          |
| · II liga                                                          | III miejsce                                               | 0    |          |
| Anglia                                                             | Zdobyte trofea w rozgrywkach Anglii (stan na: 31-03-2017) |      |          |

- The Combination:
  - 3.miejsce: 1906/07

## Stadion
Klub rozgrywał swoje mecze domowe na stadionie Springfield Park w Wigan, który może pomieścić 30 000 widzów.